# Boggdansen (musikalbum)
Boggdansen är ett musikalbum av Ola Bäckström, utgivet 2005 av Giga Folkmusik. Det här är hans första album där han spelar solo rakt igenom. Albumets titel kommer en traditionell låt efter spelmannen Timas Hans och "boggdans" var även Timas Hans' egna benämning på långdans.
De flesta låtarna på albumet är ospelat material och som är uppteckningar efter Karl Sporr. På skivan spelar Bäckström även "Berg Kirstis polska" som allmänt kanske är mest känd från Jan Johanssons skiva Jazz på svenska där han spelar svensk folkmusik i jazzarrangemang.

## Låtlista
Alla låtar är traditionella.
1. "Polska efter Dahlberg" – 2:22
2. "Polska efter Berg Gustaf" – 1:44
3. "Boggdansen" – 1:40
4. "Marsch efter Dahlberg" – 1:45
5. "Sammeles Annas brudpolska" – 3:22
6. "Köpmanpolskan efter Pekkos Per" – 2:51
7. "Polska efter Dahlberg" – 2:33
8. "Visa/gånglåt efter Päkkos Gustaf" – 2:00
9. "Toknacken, polska" – 2:07
10. "Berg Kirstis polska" – 2:17
11. "Marsch efter Dalfors" – 2:25
12. "Polska efter Pisten" – 1:16
13. "Pistvalsen" – 2:13
14. "Polska efter Dalfors" – 1:58
15. "Bröllopspolskan" – 1:54
16. "Kringellek från Bingsjö" – 1:46
17. "Polska efter Timas Hans" – 2:48
18. "Marsch efter Dalfors" – 1:45
19. "Ljugar Kirstis brudpolska" – 1:52
20. "Polska efter Dalfors" – 2:00
21. "Norrbommens polska" – 1:49
22. "Polska efter Dalfors" – 2:01
23. "Polska efter Flyger Jonas" – 1:56

Total tid: 49:12

## Medverkande
- Ola Bäckström — fiol